# Hugh Hefner
Hugh Marston „Hef” Hefner (ur. 9 kwietnia 1926 w Chicago, zm. 27 września 2017 w Los Angeles) – amerykański dziennikarz i wydawca, właściciel spółki Playboy Enterprises, Inc., założyciel i redaktor naczelny magazynu „Playboy”.

## Życiorys

### Wczesne lata
Hugh Marston Hefner urodził się 9 kwietnia 1926 w Chicago, w konserwatywnej rodzinie metodystów. Był pierwszym dzieckiem pochodzących z Nebraski Grace Caroline (z domu Swanson; ur. 17 listopada 1895, zm. 20 marca 1997) i nauczyciela Glenna Luciusa Hefnera (ur. 27 czerwca 1896, zm. 24 lipca 1976). Jego matka była szwedzkiego pochodzenia, a ojciec miał pochodzenie niemieckie i angielskie. Miał młodszego brata Keitha Edwina (ur. 5 czerwca 1929, zm. 8 kwietnia 2016), który był kompozytorem.
Po ukończeniu szkoły średniej Charles P. Steinmetz High School w Chicago (1944), w czasie II wojny światowej zatrudnił się jako dziennikarz w wojskowej gazecie (United States Army). Studiował psychologię na Uniwersytecie Illinois w Chicago (1949), zdobywając dyplom bakałarza sztuk w ciągu dwóch i pół roku. Przez jeden semestr studiował także socjologię na Uniwersytecie Northwestern, ale wkrótce zrezygnował.

### Kariera

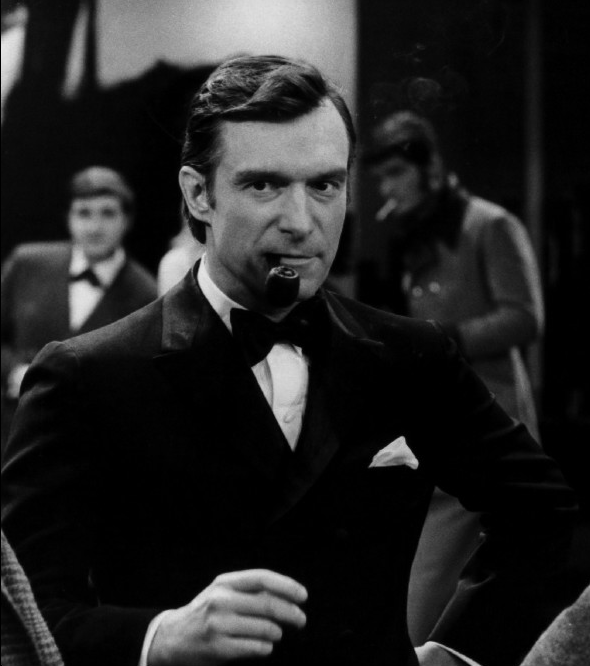
Hefner w 1970

Był rysownikiem kreskówek, później (1951) awansował na stanowisko copywritera w magazynie Esquire. W 1953 założył magazyn Playboy, poświęcony erotyce. W grudniu 1953 roku, kalendarze z nagą Marilyn Monroe sprzedano w ilości ponad 50 tys. egzemplarzy. 4 czerwca 1963 Hefner został aresztowany za sprzedaż obscenicznej literatury Playboy z nagimi ujęciami Jayne Mansfield; jednak został zwolniony. W 1971 roku Hefner stworzył słynną Rezydencję Playboya w Los Angeles.
Hefner wystąpił w szeregu filmów, głównie powiązanych z tematyką Playboya, gdzie grał głównie siebie samego, a także m.in. w komedii Mela Brooksa Historia świata: Część I (History of the World: Part I, 1981), Roman Polański: Ścigany i pożądany (Roman Polanski: Wanted and Desired, 2008), dokumentalnym We Believe (2009) z Garym Sinise’em jako narratorem, Hop (2011) czy serialu Ekipa (Entourage, 2005). Za występ w komedii Miss marca (Miss March, 2009) był nominowany do Złotej Maliny jako najgorszy aktor drugoplanowy.

### Życie prywatne

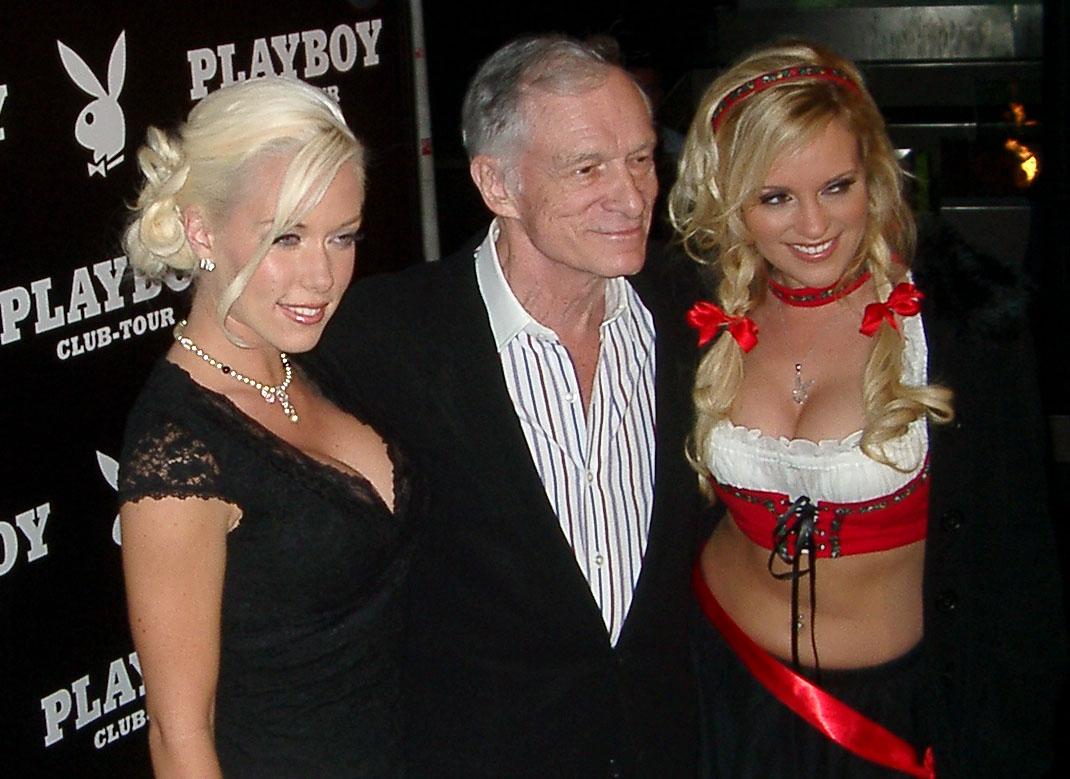
Szef Playboya Hugh Hefner z partnerkami (Kendra i Bridget) w Monachium (2006)

25 czerwca 1949 ożenił się z Mildred Williams Gunn, z którą miał córkę Christie (ur. 8 grudnia 1952) i syna Davida (ur. 1955). Jednak 18 marca 1959 rozwiódł się. 1 lipca 1989 poślubił Kimberley Conrad, z którą ma dwóch synów: Marstona (ur. 1990) i Coopera (ur. 1991). W 1998 doszło do separacji, a 11 marca 2010 do rozwodu. 31 grudnia 2012 ożenił się po raz trzeci z modelką Crystal Harris, młodszą od niego o 60 lat.
Zmarł 27 września 2017 w Los Angeles, w wieku 91 lat. O jego śmierci poinformowała firma Playboy Enterprises.

## Filmografia
- 1965: Prawo Burke’a (Burke’s Law) jako menadżer Bunny Club
- 1981: Historia świata: Część I (History of the World: Part I) jako przedsiębiorca w Imperium Rzymskim
- 1987: Gliniarz z Beverly Hills II
- 1993: Simpsonowie (The Simpsons) – głos
- 1993: The Larry Sanders Show
- 1994: Marilyn Monroe: Life After Death
- 1996: Roseanne
- 1999: V.I.P.
- 2000: Seks w wielkim mieście (Sex and the City)
- 2000: Citizen Toxie: Toxic Avenger IV jako prezydent USA
- 2000: Ian Fleming: Twórca Agenta 007
- 2003: Las Vegas (serial telewizyjny)
- 2004: Comic Book: The Movie
- 2004: The Bernie Mac Show
- 2004: When Playboy Ruled the World
- 2005: Ekipa (Entourage)
- 2005: AFI Tribute to George Lucas
- 2005: Pohamuj entuzjazm (Curb Your Enthusiasm)
- 2005: Głęboko w gardle (Inside Deep Throat)
- 2007: Family Guy (Głowa rodziny)
- 2008: Shark
- 2008: Króliczek (The House Bunny)
- 2009: Miss marca (Miss March)
- 2011: Hop